# Giovanni Passerini
Giovanni Passerini va ser un botànic i entomòleg italià. Nasqué el 16 de juny de 1816 a Pieve di Guastalla i morí el 17 d'abril de 1893 a Parma.
Giovanni Passerini va ser professor de botànica a la Universitat de Parma. Va ser l'autor de diverses obres sobre els àfids. La seva col·lecció de 5.500 espècimens en 52 gèneres i 89 espècies es troba al Museu d'Història Natural de Parma.
L'any 1875, va ser el primer president de la secció italiana del Club alpí.

## Obres principals
- Gli insetti autori delle galle del Terebinto e del Lentisco insieme ad alcune specie congeneri. Giornale Giardini Orticolt. 3: 258–265 (1856).
- Gli afidi con un prospetto dei generi ed alcune specie nuove Italiane. Parma : Tipografia Carmignani 40 pp. (1860).
- Aphididae Italicae hucusque observatae. Arch. Zool. Anat. Fisiol. 2: 129–212 (1863).
- Aphididae Italicae hucusque observatae. Arch. Zool. Anat. Fisiol. 2: 129–212 (1863).